# 萨图伊
萨图伊（Satui）也称麻拉萨图伊（Muara Satui，“麻拉”为河口之意）是印度尼西亚南加里曼丹省塔纳本布县的一个区（Kecamatan），最近的大城市为马辰。萨图伊港水深14米，是煤炭、镍矿石和铁矿石的装载港，每天装载量为8,000至10,000吨。萨图伊港口与马辰港相似，都是通过起重机和驳船在大型露天场所装卸作业。